# Sauer & Sohn
A J. P. Sauer e Sohn GmbH (Sauer & Sohn) é fabricante de armas de fogo e máquinas e é o mais antigo fabricante de armas de fogo ainda ativo na Alemanha. Os produtos desta empresa são freqüentemente chamados apenas de "Sauer".

## J. P. Sauer und Sohn

### História
A primeira empresa Sauer foi fundada em 1751 por Lorenz Sauer em Suhl, Turíngia, Alemanha, sendo essa localidade conhecida como Waffenstadt Suhl no passado por causa de seus muitos fabricantes de armas. A J.P. Sauer & Sohn é o mais antigo fabricante de armas registrado na Alemanha. Em 1815, Johann-Gottlob Sauer começou a administrar a empresa; em 1835, Johann Paul Sauer tornou-se gerente. Em 1840, Johann Paul e seu filho Lorenz Sauer criaram o novo nome e marca comercial da J.P. Sauer & Sohn.

### Linha do tempo (destaques)

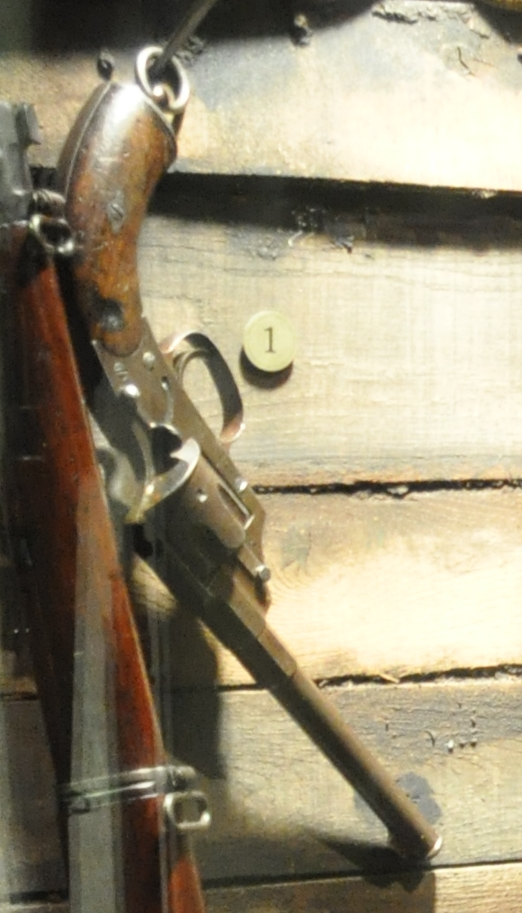
M1879 Reichsrevolver de ação simples, National Firearms Museum.

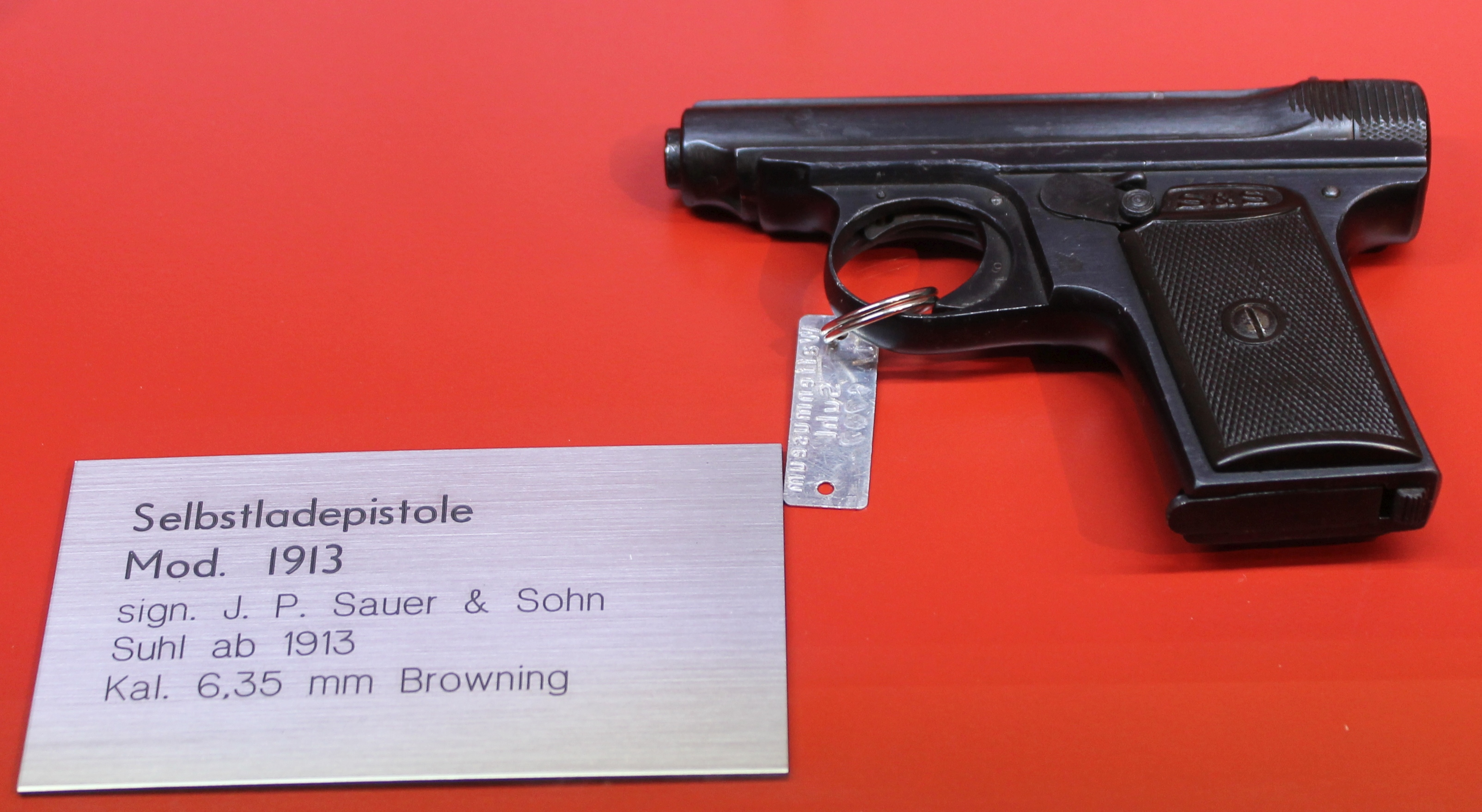
A pistola semiautomática M.1913

- 1751 — Empresa fundada por Lorenz Sauer, produzindo principalmente armas militares por um longo tempo.
- 1774 — Lorenz encontrou um parceiro, a empresa agora é 'Lorenz Sauer e J. S. Spangenberg. Coop.
- 1811 — Sauer se torna a primeira empresa a fornecer armas de fogo a um governo alemão (Saxônia). [1]
- 1815 — Johann Gottlob Sauer assume a direção.
- 1835 — Johann Paul Sauer assume a administração, funda sua própria oficina em 1836.
- 1839 — Johann Paul faz parceria com Ferdinand Spangenberg, a empresa é 'Spangenberg & Sauer'.
- 1840 — Johann Paul Sauer e o filho Lorenz criam um novo nome e marca comercial J. P. Sauer & Sohn.
- 1844 — Mosquetes luxuosos de cano duplo (espingardas iniciais), armas de caça se tornam mais importantes agora.
- 1849 — Cooperação com Spangenberg e Heinrich Sturm, empresa agora 'Spangenberg, Sauer u. Sturm, Suhl '.
- 1873 — Johann Paul Sauer e seus filhos Rudolf e Franz fundam a empresa J. P. Sauer & Sohn.
- 1879 — Patentes da empresa Backloading Rifle.
- 1880 — A empresa começa a fabricar rifles de caça em Berlim, pois há cada vez mais demanda agora.
- 1881 — Patentes da inovadora "Drilling" (arma combinada), ganhou uma Medalha de Ouro na Exposição Mundial.
- 1882 — Primeiro catálogo de produtos produzidos, Rudolf e Franz Sauer são proprietários da empresa.
- 1884 — É inaugurada a filial "Vereinigte Waffenfabriken H. Pieper, Lüttich e J.P. Sauer & Sohn, Suhl", Berlim.
- 1891 — Extrator patenteado para armas dobráveis e patente para uma bala expansível.
- 1893 — A empresa faz a primeira espingarda de verdade, com aço 'Krupp' para canos de espingarda especiais.
- 1894 — Franz Sauer é agora o único proprietário da empresa.
- 1898 — Primeira pistola semiautomática Sauer introduzida.
- 1902 — A empresa patenteia uma ação de ferrolho, a "Kick-bolt".
- 1909 — Patente para projeto de gatilho único para armas de canos duplos.
- 1904 — Hans, filho de Franz Sauer, torna—se sócio da empresa.
- 1911 — O filho de Franz Sauer, Rolf—Dietrich, torna—se sócio da empresa.
- 1915 — A empresa apresenta o "Model 25 Drilling".
- 1922 — Modelo da espingarda "Habicht" (Falcão), primeira máquina de escrever 'Stolzenber—Fortuna' produzida.
- 1924 — Franz Sauer morre.
- 1930 — Introduzida a perfuração do "Model 30 Drilling", também em 'aço leve'.
- 1931 — Lançamento do Model 31 "Bockbüchsflinte" ou "Bockdoppelbüchse" / Cape Gun.
- 1932 — Model 32 Drilling criada, subsidiária em Berlim é fechada por causa da Grande Depressão.
- 1933 — Model 33 'Bockflinte' (acima / abaixo da espingarda), também como 'Bockbüchse' e 'Bockbüchsflinte'.
- 1936 — Models 36 e 37 'Kipplaufbüchsen' criados, dispositivos de gatilho para pistolas duplas, segurança dupla.
- 1938 — Dispositivo de segurança para armas Drilling para escolher qual cano usar.
- 1941 — Sauer produz armas militares quase exclusivamente novamente até o final da guerra, por exemplo. «Karabiner 98k».
- 1941 — O 'Drilling M30' ('Luftwaffedrilling') para tripulações de aviões, fabricado pela Sauer & Sohn em Suhl.
- 1945 — Fábrica tomada pelos soviéticos, retomada da produção para reparações de guerra, capturado por Hans Sauer.
- 1948 — Estabelecido o regime comunista na RDA (Alemanha Oriental), Rolf—Dietrich se muda para a Alemanha Ocidental.
- 1950 — Fortuna (ex—Sauer), Ernst—Thälmann—Werk (ex—Haenel), Merkel e Greifelt fundem—se ao MEWA Suhl.
- 1950 — Rolf—Dietrich Sauer vende direitos, formando uma nova empresa na BRD (Alemanha Ocidental).
- 1951 — Recém estabelecida 'J. P. Sauer & Sohn' em BRD, primeiro em Düsseldorf, no ano seguinte em Eckernförde.
- 1953 — Na Alemanha Oriental, a VEB Ernst Thälmann ainda trabalha com a marca 'Sauer' em seus produtos.
- 1966 — Na Alemanha Ocidental, a Sauer & Sohn GmbH é adquirida pela Kompressorenfabrik Wilhelm Poppe, Kiel.
- 1970 — Empresas da Alemanha Oriental são integradas no 'VEB Ernst Thälmann' (o uso do nome do produto 'Sauer' cessa).
- 1972 — Rolf—Dietrich Sauer morre.
- 1976 — Sauer & Sohn Maschinenbau (ex 'Poppe') vende 'Sauer & Sohn Hunting Arms', parte da 'SIG'.
- 2000 — A holding 'SIG' vende o nome 'SIG Sauer' e os negócios de armas para a Lüke & Ortmeier Gruppe.[1][2][3]